# Scène de rue à Berlin
Scène de rue à Berlin (Straßenszene Berlin en allemand) est une peinture de l'artiste expressionniste allemand Ernst Ludwig Kirchner, réalisée en 1913.

## Description
Au premier plan du tableau, le spectateur reconnaît deux clients vus de face et de dos. L'ami artiste de Kirchner, Otto Mueller, servait souvent de modèle aux clients. Mais il est également possible que Kirchner ait essayé de se représenter lui-même. Les deux femmes représentent les sœurs Erna et Gerda Schilling. Elles sont présentées dans des vêtements très voyants et colorés, avec des cols en dentelle élaborés et des chapeaux très à la mode. Les deux sœurs s'avancent dans une rue bondée vêtues de robes ajustées et de chapeaux à plumes et marchent à grandes enjambées avec confiance. Elles lancent un regard de défi aux deux hommes au premier plan. Les clients réagissent en détournant le regard ou en tournant la tête. 
A l'arrière-plan, on distingue la foule, un fiacre et le panneau de la ligne de tramway 15 qui traversait directement le centre de Berlin en passant par la porte de Halle, la gare d'Anhalt, la gare de Potsdam et la porte de Brandebourg. Selon l'historien d'art américain Donald E. Gordon, éditeur du catalogue commenté de l'œuvre de Kirchner, il s'agit d'un tramway hippomobile à deux chevaux. Le caractère fragmentaire et instantané de l'œuvre est souligné par les figures des hommes au premier plan, qui sont coupées. L'homme debout à droite regarde hors du tableau comme s'il voulait attirer l'attention du spectateur sur ce qui se passe. Donald E. Gordon suppose que les deux passants masculins portant un chapeau au premier plan du tableau sont une seule et même personne que Kirchner a représentée à deux stades différents de son mouvement, ce qui indique l'influence du futurisme sur Kirchner et crée un effet stroboscopique. 
Il a utilisé, comme dans les autres scènes de rue, des éléments d'architecture pour représenter le caractère métropolitain. Ici, ils ont toutefois été limités à deux entrées d'immeuble en forme d'ogive en haut de l'arrière-plan du tableau. Dans les tableaux précédents, il disposait les pieds des personnages en forme de losange, ici ce sont uniquement les têtes des quatre personnages principaux. Kirchner a écrit à ce sujet que cette forme géométrique de base donne naissance à "la vie et au mouvement". Il a également écrit que "l'excitation aussi bien que la raison" étaient nécessaires à la création de ce tableau.
Il y a un courant de fond sombre pour le travail: les figures centrales sont dépeints comme des prostituées défilant dans une avenue animée. La composition a pur but de transmettre une puissance tendue émotionnellement. Avec son atmosphère lourde et anxieuse, cette scène de rue à Berlin suggère un dialogue difficile entre primitivisme et modernité.

## Historique
Peu de temps après son arrivée dans la capitale en 1911, Kirchner a fait la connaissance des sœurs Erna et Gerda Schilling qui ont servi de modèles au tableau.
Le tableau est acquis par l'industriel Alfred Hess, collectionneur d'art qui meurt en 1931. En 1933, son fils Hans Hess fuit le régime nazi pour échapper aux persécutions contre les Juifs, abandonnant l'usine de chaussures familiale. La veuve de Hess est contrainte de vendre une partie de la collection : ainsi Scène de rue à Berlin est vendue en 1936 pour 5 000 marks à l'industriel Carl Hagemann, un ami du peintre. Ce dernier meurt en 1940 et sa collection est déposée au Städelsches Kunstinstitut à Francfort. Après la Seconde Guerre mondiale, le tableau est exposé à plusieurs reprises. En 1980, le Land de Berlin acquiert le tableau pour l'équivalent de 900 000 € et l'expose au Brücke-Museum. Des débats houleux ont alors lieu, l'œuvre ayant été vendue par la famille Hess dans le besoin alors que l'usine familiale faisait faillite sous le régime nazi.
En août 2006, le sénateur de Berlin Thomas Flierl reconnait que le Land a spolié l'héritier Hess et lui restitue le tableau. Celui-ci est vendu aux enchères le 8 novembre 2006 pour plus de 30 millions d'euros à la Neue Galerie à New York.

## Interprétation
On reconnaît dans l'image les influences des futuristes italiens, comme la rapidité et le dynamisme dans le travail. Le langage formel anguleux s'inspire du cubisme. L'artiste a découvert le futurisme lors d'une exposition à la galerie Der Sturm de Herwarth Walden, qui s'est tenue du 12 avril au 21 mai 1912.
Kirchner lui-même vivait un style de vie délibérément bohémien, dans lequel les transitions entre les divertissements, comme le vaudeville, le cabaret et la prostitution étaient fluides.
Kirchner nota : "Elles (les scènes de rue) ont été réalisées dans les années 11-14, à l'une des périodes les plus solitaires de ma vie, durant laquelle une agitation tourmentée me poussait sans cesse, jour et nuit, dehors, dans les longues rues pleines de gens et de voitures".
Tout comme de nombreux poètes expressionnistes, Kirchner s'est intéressé de près au thème de la prostitution et aux relations entre les prostituées et leurs clients. Il n'essayait cependant pas de faire une critique sociale avec ses tableaux, mais assimilait sa vision d'un nouveau type de femme indépendante. Les artistes expressionnistes voyaient dans ces femmes les représentantes typiques de la vie dans les grandes villes et comme des personnes existant en marge de la vie bourgeoise, en marge de la société, qui étaient attrayantes comme sujet pour leurs travaux, qui allaient parfois au-delà de l'érotisme, jusqu'à la pornographie.